# Mandana

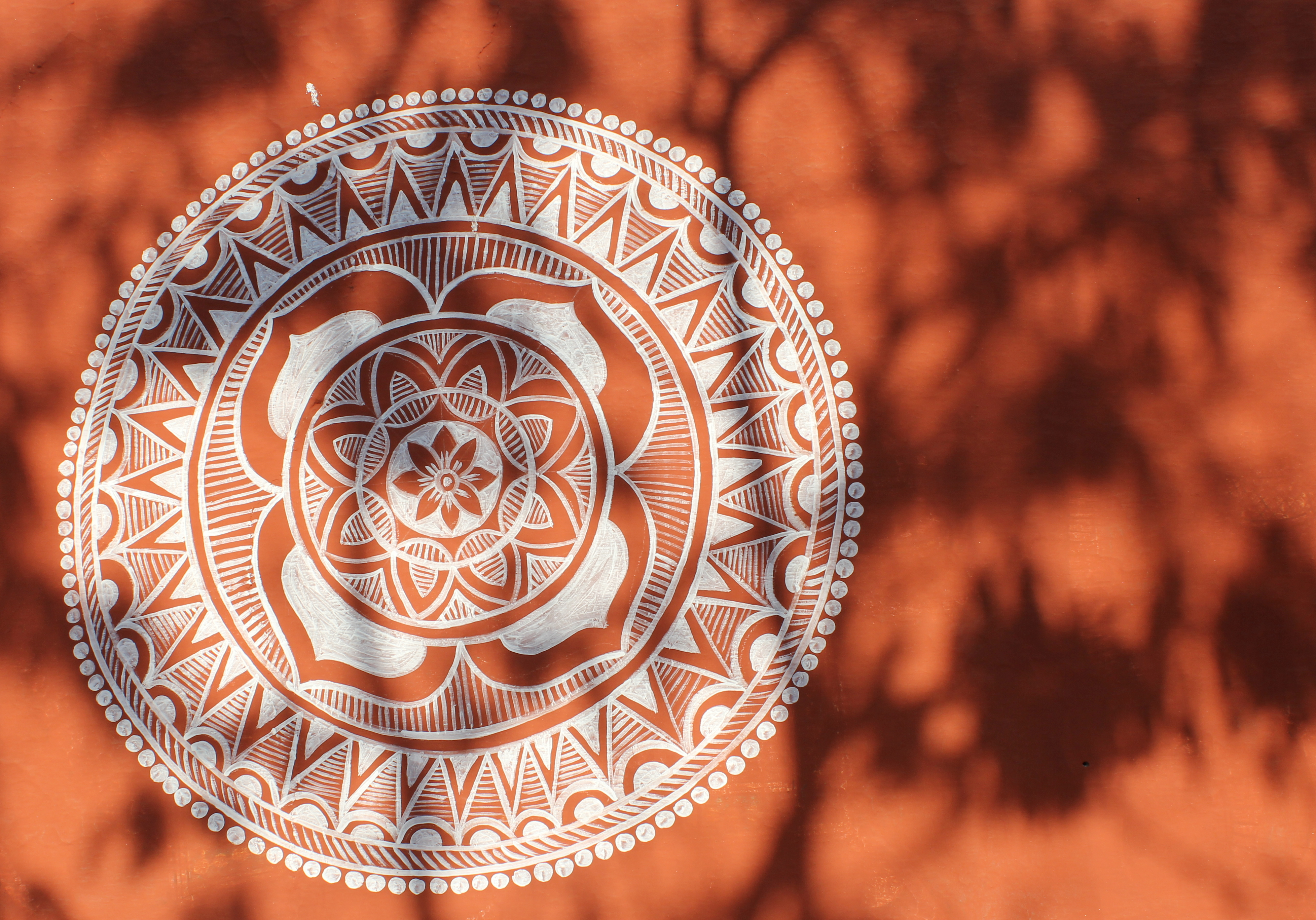
Œuvre en mandana de Shilpgram, Udaipur

La peinture Mandana s’exerce au Rajasthan et dans le Nord de Madhya Pradesh. Les femmes peignent les murs (le Bhitti Chitra) et les sols (le Bhumi Chitra) de leurs maisons avec des images géométriques pour protéger la maison, pour les fêtes rituelles et surtout pour des raisons décoratives. Elles dessinent sur le seuil des diagrammes sacrés, les mandana, sorte de langage incantatoire stylisé à l’extrême en l’honneur de la déesse Lakshmi, pourvoyeuse de prospérité et de richesses.
Mandana est réalisé aux moments clés du cycle de la vie : naissance, fiançailles, mariages. Pour la fête hindi Holi et tous les ans au mois de Kartik (mi-octobre mi-novembre, à la fin de la récolte) à l’occasion de la fête du Dipavali, les maisons reçoivent les plus somptueuses décorations et l’on célèbre la déesse Lakshmi en allumant des lampes à huile. 